# Yuji Kimura
Yuji Kimura (木村 祐志 Kimura Yuji?, nacido el 5 de octubre de 1987 en Tokio) es un futbolista japonés que se desempeña como centrocampista.

## Trayectoria

### Clubes
| Club                | País  | Año         |
| ------------------- | ----- | ----------- |
| Kawasaki Frontale   | Japón | 2006 - 2010 |
| Giravanz Kitakyushu | Japón | 2011 - 2012 |
| Oita Trinita        | Japón | 2013 - 2014 |
| Tokushima Vortis    | Japón | 2015 - 2017 |
| Roasso Kumamoto     | Japón | 2017        |
| Mito HollyHock      | Japón | 2018 -      |

## Estadística de carrera

### J. League
| Club                | Año   | J. League | J. League | Copa J. League | Copa J. League | Total | Total |
| Club                | Año   | Part.     | Goles     | Part.          | Goles          | Part. | Goles |
| ------------------- | ----- | --------- | --------- | -------------- | -------------- | ----- | ----- |
| Kawasaki Frontale   | 2006  | 0         | 0         | 0              | 0              | 0     | 0     |
| Kawasaki Frontale   | 2007  | 0         | 0         | 0              | 0              | 0     | 0     |
| Kawasaki Frontale   | 2008  | 0         | 0         | 2              | 0              | 2     | 0     |
| Kawasaki Frontale   | 2009  | 2         | 0         | 0              | 0              | 2     | 0     |
| Kawasaki Frontale   | 2010  | 5         | 0         | 0              | 0              | 5     | 0     |
| Giravanz Kitakyushu | 2011  | 38        | 2         | -              | -              | 38    | 2     |
| Giravanz Kitakyushu | 2012  | 41        | 1         | -              | -              | 41    | 1     |
| Oita Trinita        | 2013  | 24        | 1         | 3              | 0              | 27    | 1     |
| Oita Trinita        | 2014  | 21        | 0         | -              | -              | 21    | 0     |
| Tokushima Vortis    | 2015  | 30        | 5         | -              | -              | 30    | 5     |
| Tokushima Vortis    | 2016  | 41        | 3         | -              | -              | 41    | 3     |
| Tokushima Vortis    | 2017  | 4         | 0         | -              | -              | 4     | 0     |
| Roasso Kumamoto     | 2017  | 6         | 0         | -              | -              | 6     | 0     |
| Total               | Total | 212       | 12        | 5              | 0              | 217   | 12    |